# Geografia Canadei
Geografia Canadei este diversă. Ocupând aproape toată partea de nord a continentului America de Nord (41% din acesta), Canada este a doua țară ca mărime de pe glob.
Canada se întinde pe un vast teritoriu între Oceanul Pacific la vest, Oceanul Atlantic la est, Oceanul Arctic la nord (de aici vine și motto-ul țării: „De la mare la mare”) și Statele Unite ale Americii (Statele Unite Contigue) la sud și nord-vest (Alaska); Groenlanda se află la nord-est.  În largul coastei de sud a Terranova se află Saint Pierre și Miquelon, o colectivitate de peste mări franceză. În 1925 Canada a revendicat o parte a Arcticii situată între 60° vest și 141° vest longitudine la Polul Nord; această pretenție este contestată.
Acoperind 9.984.670 km² (uscat: 9.093.507 km², apă: 891.163 km²), suprafața Canadei este aproape trei cincimi din suprafața Rusiei, de 1,2 ori mai mare decât aceea a Australiei, puțin mai mare decât a Europei și de mai mult de 40 de ori mai mare decât suprafața Marii Britanii. Canada este puțin mai mare decât Statele Unite ale Americii și China, deși, dacă se are în vedere numai uscatul, Canada se clasează pe locul 4 în Lista țărilor și a teritoriilor dependente după suprafața de uscat (suprafața totală minus suprafața lacurilor, a apelor curgătoare, marea teritorială și zona economică exclusivă), în care suprafața Chinei apare ca fiind de 9.326.410 km², iar aceea a Statelor Unite ale Americii de 9.161.923 km².
Cea mai nordică așezare din Canada (și din lume) este Postul Armatei Canadiene (CFS) Alert (situat la nord de Alert, Nunavut) pe vârful nordic al Insulei Ellesmere - 82,5°N latitudine - la doar 834 km de Polul Nord.
Polul Nord Magnetic este situat pe teritoriul arctic revendicat de Canada; totuși, măsurători recente au indicat că Polul Nord Magnetic migrează înspre Siberia.

## Geografie fizică

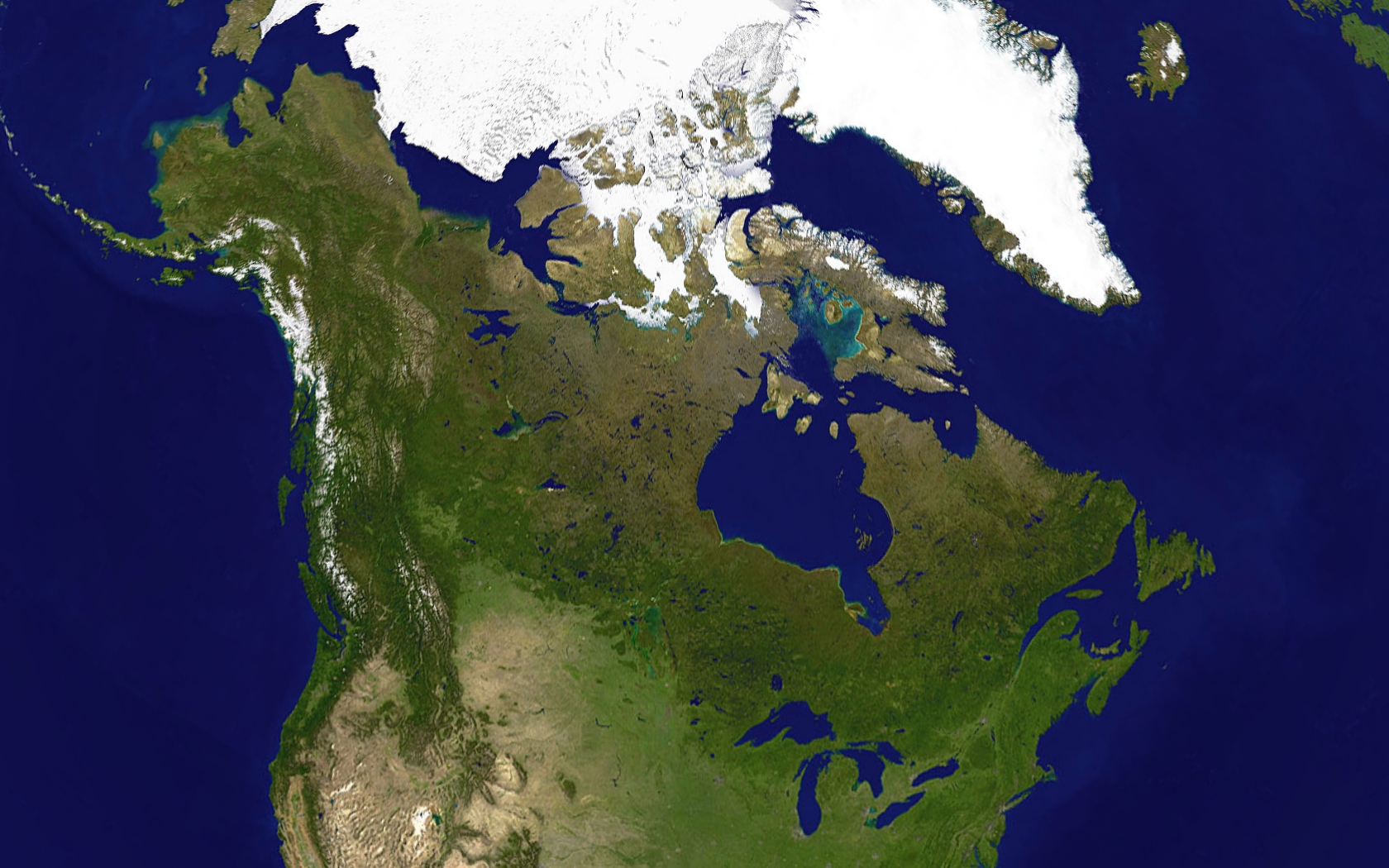
O imagine din satelite a Canadei.

Canada are o suprafață de 9.984.670 km² și multe regiuni geoclimatice. De asemenea, țara are un teritoriu marin vast, cu cea mai mare lungime a coastei din lume: 202.080 km. Geografia fizică a Canadei este foarte variată. Pădurea boreală prevalează pe suprafața țării, gheața predomină în zonele arctice din nord și în Munții Stâncoși, iar preriile relativ plane din sud-vest facilitează agricultura. Marile Lacuri alimentează Râul Sfântul Laurențiu (în sud-est) unde depresiunile adună cea mai mare parte a populației țării.

### Munții Apalași
Lanțul Munților Apalași se întinde din Georgia, sudul Statelor Unite ale Americii, până la Peninsula Gaspé din Quebec și Provinciile Atlantice, creând dealuri indentate de văile râurilor.
Munții Apalași sunt un lanț muntos vechi și erodat, în vârstă de aproximativ 380 de milioane de ani. 
Vârfurile importante ale Apalașilor sunt: Vârful Jacques-Cartier (Quebec, înălțime de 1268 m) și Vârful Carleton (Noul Brunswick, înălțime de 817 m). 
O parte din Munții Apalași găzduiesc o floră și o faună endemice, bogate și se consideră nu au fost acoperite de gheață în cursul ultimei glaciațiuni.

### Marile Lacuri și zonele joase

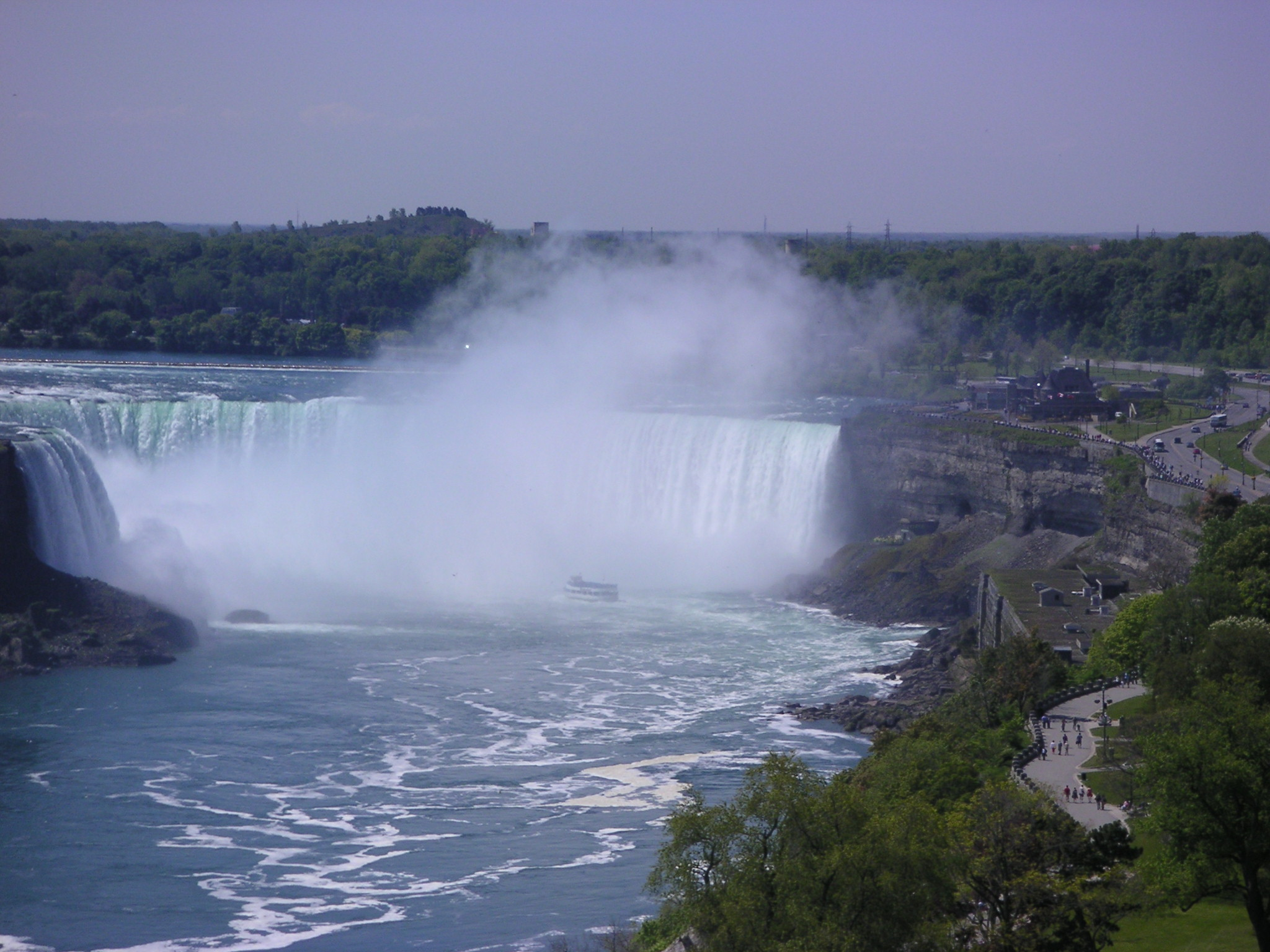
Cascada Potcoava de pe Râul Niagara este una din cascadele cu cel mai mare volum de apă, o importantă sursă de putere hidroelecrică și o destinație turistică.

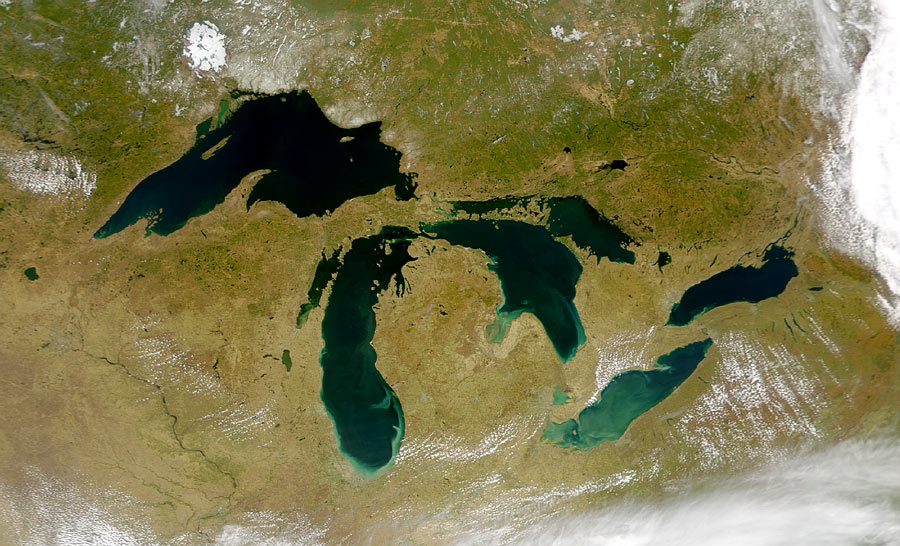
Marile Lacuri văzute din spațiu

Partea de sud a regiunilor Quebec și Ontario, în zona Marilor Lacuri (mărginită de Râul Ontario pe partea canadiană) și în bazinul Râului Sfântul Laurențiu, este o câmpie sedimentară bogată. Înainte de colonizarea acesteia și de marea dezvoltare urbană din secolul al XX-lea, această zonă joasă din estul Marilor Lacuri a fost gazda unor păduri mixte care au acoperit regiunea aproape plată dintre Munții Apalași și Platoul Canadian. O mare parte din pădure a fost tăiată pentru a face loc agriculturii și pentru exploatarea lemnului, dar partea care a rămas este bine protejată. În această parte a Canadei, Golful Sfântul Laurențiu este cel mai larg estuar din lume.
În timp ce relieful acestor terenuri joase este plat și regulat, batoliți cunoscuți ca Dealurile Monteregian sunt răspândiți pe o linie aproape dreaptă de-a lungul zonei. Cei mai cunoscuți sunt Vîrful Royal din Montreal și Vârful Saint Hilaire. Aceste dealuri sunt cunoscute pentru depozitele bogate de minereuri pe care le conțin.

### Platoul canadian
Partea de nord a provinciilor Saskatchewan, Manitoba, Ontario, Quebec și partea continentală a provinciei Newfoundland și Labrador sunt așezate pe o bază largă de stâncă denumită Platoul Canadian. Platoul este o zonă stâncoasă erodată cu multe lacuri și râuri folosite pentru producerea energiei electrice, mai ales în nordul provinciei Quebec și în Ontario. Platoul include și zone umede, zonele joase din Golful Hudson. Unele regiuni de pe platou aparțin zonei muntoase, ca Munții Torngat și Munții Laurentian.
Platoul nu este propice pentru agricultură, deși aici se practică o agricultură de subzistență și există ferme mici pentru creșterea vacilor de lapte în multe din văile râurilor și în jurul lacurilor, mai ales în părțile sudice. Pădurea boreală acoperă o mare parte a platoului, cu un amestec de conifere care asigură o resursă valoroasă de lemn. Regiunea este cunoscută pentru rezervele sale bogate de minerale. 
Platoul canadian este vestit pentru depozitele de smaralde, diamante și cupru.

### Câmpiile interioare
Nu sunt

### Cordiliera de Vest
Cordiliera Canadiană, care face parte din Cordiliera Americană, se întinde de la Munții Stâncoși în est până la Oceanul Pacific.
Munții Stâncoși Canadieni sunt o parte a marii diviziuni continentale care se întinde de la nord la sud prin zona de vest a Americii de Nord și prin zona de vest a Americii de Sud. Fluviul Columbia și Râul Fraser izvorăsc în Munții Stâncoși Canadieni și sunt al doilea, respectiv al treilea râu ca mărime care curg spre coasta de vest a continentului America de Nord.

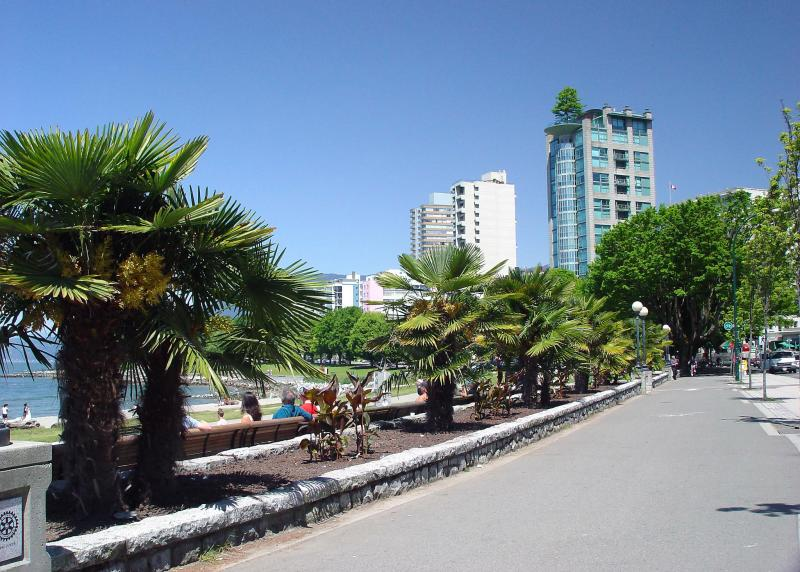
Vancouver are o climă suficient de blândă pentru a permite creșterea câtorva specii de palmieri.

Imediat la vest față de munți se află un platou interior de mari dimensiuni care cuprinde regiunile Chilcotin și Cariboo în zona centrală a Provinciei Columbia Britanică și Podișul Nechako mai departe, în nord. Valea Râului Peace, situată în nord-estul Columbiei Britanice este regiunea cea mai nordică din Canada unde se poate practica agricultura, deși este o parte a preriei. Clima uscată și temperată din Okanagan Valley din centrul și sudul Columbiei Britanice asigură condiții ideale pentru pomicultură și viticultură. Între acest mare platou și coasta Pacificului se află un al doilea șir de munți, Munții Coastei. În Munții Coastei se află cele mai mari suprafețe acoperite permanent cu gheață din zona temperată.
În partea de sud a coastei Columbiei Britanice, Insula Vancouver este separată de continent de strâmtorile Juan de Fuca, Georgia și Johnstone. În aceste strâmtori se află și alte insule, numeroase, cele mai importante fiind Insulele Golfului. Spre nord, în apropiere de granița cu Alaska, se află Arhipelagul Haida Gwaii, care mărginește Strâmtoarea Hecate. În Columbia Britanică cele mai multe păduri sunt de conifere, cu excepția regiunilor situate pe platou sau în văile râurilor. Singurele păduri tropicale nordice din Canada sunt de-a lungul coastei Pacificului în Munții Coastei, pe Insula Vancouver și în Arhipelagul Haida Gwaii.

### Vulcani

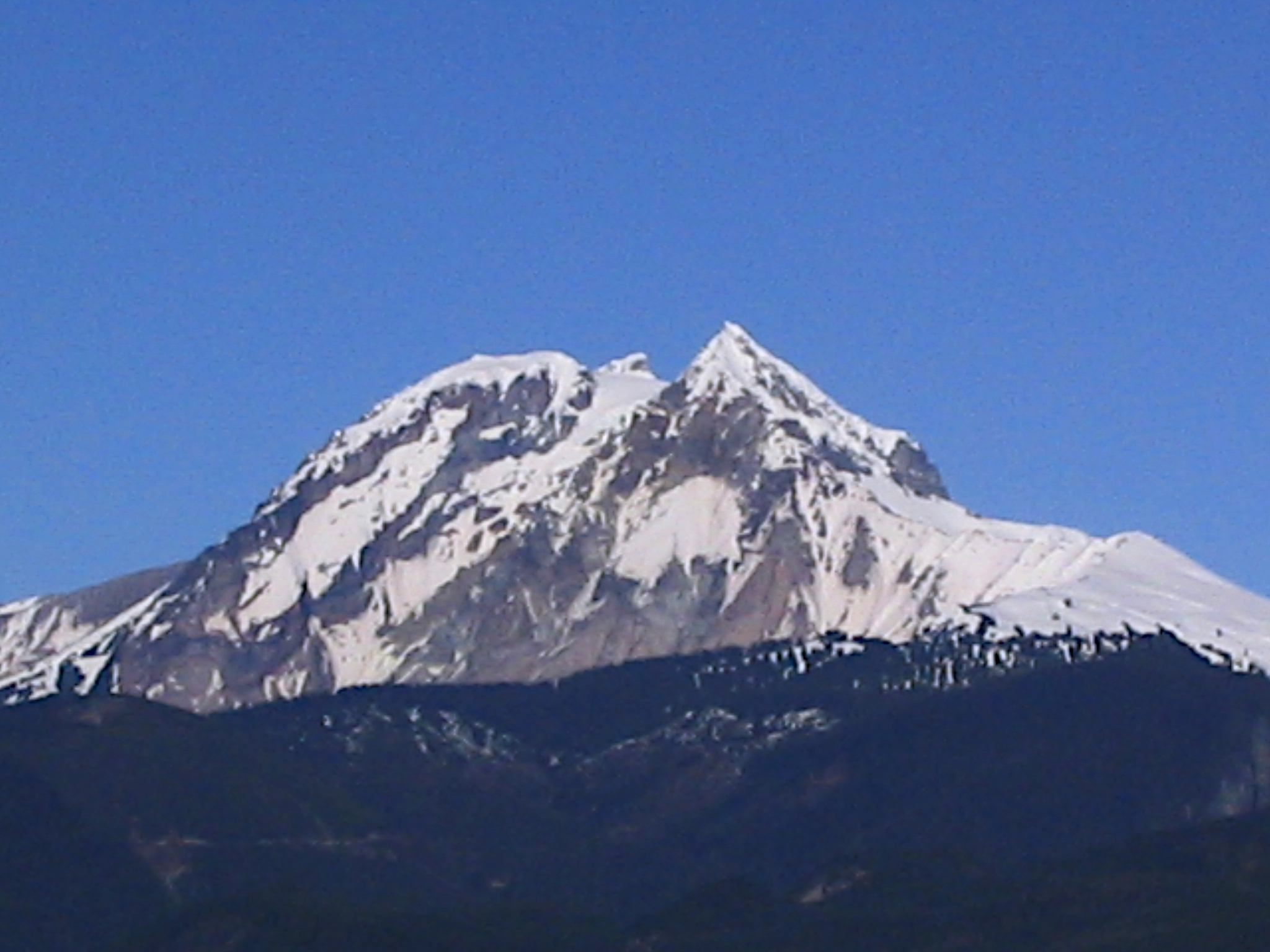
Vârful Garibaldi văzut din Squamish.

Zona de vest a Canadei are mulți vulcani și face parte din sistemul vulcanic situat pe țărmul Oceanului Pacific, denumit Cercul de foc al Pacificului. Peste 200 de centre de vulcani tineri se întind la nord de Munții Cascadelor către Teritoriul Yukon. Vulcanii sunt grupați în cinci centuri care conțin vulcani de un anumit tip formați ca urmare a unor mecanisme diferite care țin de tectonica plăcilor. Regiunea Vulcanică a Cordilierei de Nord s-a format prin crearea de falii și rifturi în urma interacțiunii dintre placa Pacificului și placa nord-americană. Centura vulcanică Garibaldi s-a format prin subducția plăcii Juan de Fuca sub placa nord-americană. Centura vulcanică Anahim s-a format prin mișcarea spre vest a plăcii nord-americane peste pata fierbinte Anahim. Grupul Chilcotin se pare că s-a format ca urmare a unei extinderi de tip back-ark în spatele zonei de subducție de sub Munții Cascadelor. Câmpul vulcanic Wrangell s-a format ca urmare a subducției plăcii Pacificului sub placa nord-americană în capătul estic extrem al Fosei Aleutinelor.
Vulcanismul a apărut și în Platoul Canadian care conține peste 150 de centuri vulcanice. Acum acestea sunt erodate și deformate astfel încât apar drept câmpii plate. Vârsta acestora variază între 600 de milioane și 2,8 miliarde de ani. Multe din depozitele de minereuri din Canada sunt asociate cu vulcani precambrieni. Lavă de tip pillow în vârstă de aproximativ 2,6 miliarde de ani se poate întâlni în Centura vulcanică a Râului Cameron. Prezența lavei de tip pillow în roci mai vechi de 2 miliarde de ani aflate pe Platoul Canadian arată că aici au fost vulcani oceanici în timpul primelor etape de formare a crustei terestre. Vulcanii vechi au jucat un rol important în estimarea potențialului depozitelor de minereuri canadiene. Multe centuri vulcanice conțin depozite de minereuri care se află în legătură cu vulcanismul.

### Zona arctică
Cea mai mare parte a zonei arctice este compusă din întinderi permanente de gheață aparent nesfârșite și tundră. Zona arctică cuprinde regiuni geologice de diferite tipuri; Cordiliera arctică (Lanțul Munților Imperiului Britanic și Lanțul Munților Statelor Unite de pe Insula Ellesmere) constituie cel mai nordic șir de munți de pe glob. Zonele joase din partea arctică și din Golful Hudson cuprind o mare parte a regiunii geografice denumite Platoul Canadian. Solul arctic este compus în cea mai mare parte din permafrost, ceea ce face ca edificarea unor construcții să fie deseori dificilă sau chiar riscantă, iar agricultura să fie imposibilă.
Zona arctică, definită ca tot ceea ce se află la nord de limita de vegetație a arborilor, acoperă cea mai mare parte a provinciei Nunavut și extremele nordice ale provinciilor Yukon, Manitoba, Ontario, Quebec și Labrador.

## Hidrografie
Canada are mari rezerve de apă: râurile sale asigură aproape 9% din proviziile de apă din surse regenerabile la nivel mondial, Canada deține un sfert din zonele umede din lume și se află pe locul trei în lume în ceea ce privește volumul de gheață, după Antarctica și Groenlanda. Din cauza glaciațiunii extinse, Canada are mai mult de două milioane de lacuri. Din cele care se află numai pe teritoriul Canadei, mai mult de 31.000 au suprafața cuprinsă între 3 și 100 km², iar 563 au suprafața mai mare de 100 km².

### Ape curgătoare
Cele două ape curgătoare mari ale Canadei sunt Râul Sfântul Laurențiu, care are bazinul hidrografic în zona Marilor Lacuri și se varsă în Golful Sfântul Laurențiu, și Fluviul Mackenzie, care se varsă în Oceanul Arctic și drenează o mare parte din nord-vestul Canadei. În timp ce Râul Sfântul Laurențiu este cel mai mare râu din Canada din punctul de vedere al volumului de apă la gura de vărsare, Fluviul Mackenzie are cel mai lung curs de apă curgătoare. Prin afluentul său, Râul Peace, și măsurat până la izvor, Râul Finlay din Columbia Britanică, Fluviul Mackenzie are lungimea de 4,241 km, fiind astfel unul din cele mai lungi fluvii din lume. În America de Nord, Râul Sfântul Laurențiu și Fluviul Mackenzie sunt clasate pe locurile doi și trei din punctul de vedere al volumului de apă la gura de vărsare.

### Bazine hidrografice
„Bazinul hidrografic atlantic” drenează toate provinciile atlantice (o parte din granița dintre Quebec și Labrador este situată pe diviziunea continentală atlantică), cea mai mare parte din Quebec și părți mari din sudul provinciei Ontario. Este drenat de Râul Sfântul Laurențiu și de afluenții acestuia, cei mai importanți fiind Râul Saguenay, Râul Manicouagan și Râul Ottawa. Marile Lacuri și Lacul Nipigon sunt, de asemenea, drenate de Râul Sfântul Laurențiu. Râul Churcill și Râul Saint John sunt alte elemente importante ale bazinului hidrografic atlantic.
„Bazinul hidrografic al Golfului Hudson” drenează mai mult de o treime din teritoriul canadian. Acoperă provincia Manitoba, nordul provinciilor Ontario și Quebec, cea mai mare parte din provincia Saskatchewan, sudul provinciei Alberta, sud-vestul teritoriului Nunavut și jumătatea sudică a Insulei Baffin. Acest bazin este foarte important în lupta cu seceta din prerie și pentru producerea energiei electrice, mai ales în Manitoba, nordul provinciei Ontario și în Quebec. Elementele importante ale acestui bazin sunt: Lacul Winipeg, Râul Nelson, Râul Saskatchewan de Nord, Râul Saskatchewan de Sud, Râul Assiniboine și Lacul Nettilling de pe Insula Baffin. Lacul Wollaston se întinde la granița dintre Golful Hudson și Oceanul Arctic și se scurge în amândouă. Este singurul lac din lume care, în mod natural, se scurge în două direcții.
Diviziunea continentală constituită de Munții Stâncoși desparte „bazinul hidrografic al Pacificului” de bazinul Oceanului Arctic și de bazinul Golfului Hudson. Acest bazin irigă terenurile agricole importante din interiorul Columbiei Britanice, iar râurile sale sunt folosite pentru producerea energiei electrice. Elementele importante sunt: Râul Yukon, Râul Columbia, Râul Fraser.
Părțile nordice ale provinciilor Alberta, Manitoba, Columbia Britanică și cea mai mare parte a teritoriilor de nord-vest și a teritoriului Nunavut sunt drenate de „bazinul Arctic”. Acest bazin nu prea a fost folosit pentru producerea energiei electrice, cu excepția Fluviului Mackenzie. Râul Peace, Râul Athabasca, Râul Liard ca și Lacul Great Bear și Lacul Great Slave sunt elementele importante ale bazinului hidrografic Arctic. Fiecare dintre aceste elemente, într-un fel sau altul, are o legătură cu Fluviul Mackenzie, care astfel drenează cea mai mare parte a bazinului hidrografic Arctic.
Cel mai sudic punct al provinciei Alberta este drenată spre Golful Mexic prin intermediul Râului Milk și a afluenților acestuia. Râul Milk își are obârșia în Munții Stâncoși din Montana, curge spre Alberta, apoi se întoarce în Statele Unite, unde se varsă în Fluviul Missouri. O mică parte din sud-vestul provinciei Saskatchewan este drenată de Râul Battle Creek care se varsă în Râul Milk.

## Flora

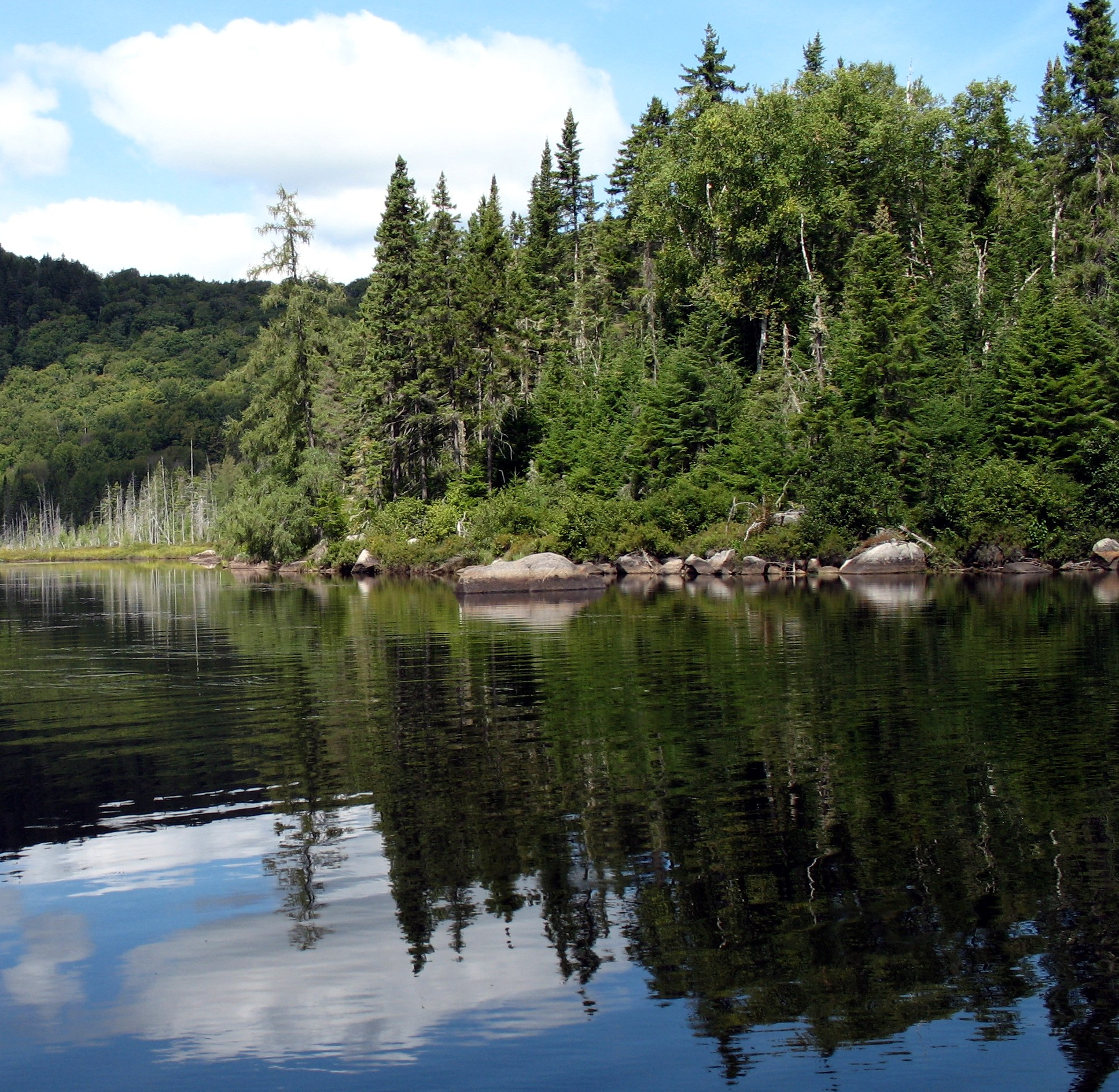
Peisaj - Pădure mixtă În Rezervația Portneuf, Quebec

Canada a întocmit un Plan de acțiune privind biodiversitatea ca răspuns la acordul internațional din 1992; planul urmărește conservarea speciilor aflate în pericol și anumite habitate. Cele mai importante biomuri ale Canadei sunt:
- Tundra
- Pădurea boreală
- Pădurea mixtă
- Pădurea de foioase
- Preria
- Munții Stâncoși, vegetația include tipuri variate de tundră și de păduri
- Pădurea de conifere

## Geografie politică
Canada este împărțită în 10 provincii și trei teritorii. Conform statisticii, 72% din populație este concentrată pe o suprafață în lățime de 150 km de-a lungul frontierei sudice cu Statele Unite ale Americii, 70% din populație locuiește la sud de paralela de 49° N și peste 60% din populație locuiește în zona Marilor Lacuri și de-a lungul Râului Sfântul Laurențiu, între Windsor și Quebec. Aceasta face ca restul teritoriului Canadei să fie o zonă sălbatică și foarte puțin locuită. Densitatea populației este de 3,5 locuitori pe km², printre cele mai mici din lume. În ciuda acestui fapt, 79,7% din canadieni locuiesc în zone urbane, unde densitatea este în creștere.
Canada împarte cu Statele Unite ale Americii cea mai lungă graniță nemilitarizată din lume, de 8893 km; granița cu Alaska are o lungime de 2477 km. Groenlanda, care este un teritoriu dependent de Danemarca, se află la nord-est și este separată prin Golful Baffin și Strâmtoarea Davis de Insulele Arctice Canadiene. Insulele franceze Saint Pierre și Miquelon se află la sud de coasta Insulei Newfoundland, în Golful Sfântul Laurențiu, iar marea teritorială a acestora este o enclavă în zona economică exclusivă a Canadei. Canada are și o graniță terestră cu Danemarca. Așa cum rezultă din hărțile publicate în anul 2006, cele două state s-au înțeles asupra împărțirii Insulei Hans, iar granița trece prin mijlocul acesteia.
Apropierea geografică dintre Canada și Statele Unite ale Americii a legat din punct de vedere istoric cele două țări în ceea ce privește politica mondială. Poziția Canadei între Uniunea Sovietică și Statele Unite a avut o importanță strategică în timpul războiului rece întrucât drumul peste Polul Nord și peste Canada era cel mai scurt drum aerian dintre cele două țări, iar rachetele balistice intercontinentale aveau o traiectorie directă prin aceeași zonă. De la sfârșitul războiului rece a crescut numărul speculațiilor referitoare la revendicarea unei părți a Arcticii de către Canada. Aceste revendicări pot fi deosebit de importante în contextul în care, din cauza încălzirii globale, gheața se topește și se deschide pasajul de nord-vest.

## Resurse naturale
Abundeța de resurse naturale de care dispune țara se reflectă în importanța continuă pe care acestea au avut-o în economia Canadei. Industriile importante care se bazează pe resurse naturale sunt: pescuitul, silvicultura, agricultura, extracția de petrol și mineritul.
Pescuitul a fost, din punct de vedere istoric, una din cele mai puternice industrii ale Canadei. Stocurile uriașe de cod din zona Insulei Terranova au lansat această industrie în secolul al XVI-lea. Astăzi aceste stocuri sunt aproape epuizate, iar conservarea lor a devenit o preocupare pentru provinciile de pe țărmul Atlanticului. Pe coasta de vest, stocurile de ton sunt restricționate. Populația de somon, neepuizată, dar foarte diminuată, continuă să conducă o puternică industrie în domeniul pescuitului.
Canada are 12 mile de mare teritorială, o zonă contiguă de 24 mile, o zonă economică exclusivă de 200 mile și un platou continental de 200 mile.
Silvicultura este de mult timp o industrie importantă în Canada. Produsele forestiere constituie o cincime din totalul exporturilor. Provinciile care au o industrie forestieră de mare amploare sunt Columbia Britanică, Ontario și Quebec. Pădurea acoperă 54% din suprafața Canadei, iar 45% din suprafața împădurită o constituie taigaua.

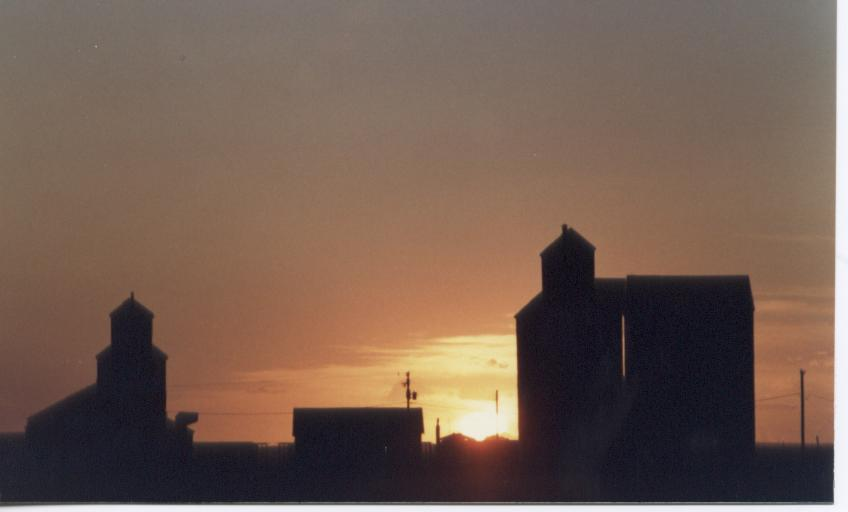
Siloz în Albertan

Numai 5% din suprafața Canadei este teren arabil, iar din acesta nicio parte nu poate fi folosită pentru culturi permanente. Pășunile permanente însumează 3% din suprafața Canadei. Suprafața de teren irigată este de 7,200 km², potrivit unei estimări din 1993. În Canada se cultivă in, ovăz, grâu, porumb, orz, sfeclă de zahăr, secară, cartofi. Fructele și legumele sunt cultivate în primul rând în Valea Annapolis din Nova Scoția, în Ontario, de-a lungul coastei sudice a Golfului Georgia, în Valea Okanagan din Columbia Britanică. În prerie se cresc bovine, ovine și porcine.
Combustibilii fosili au devenit resurse importante mai recent; petrolul și gazele naturale se extrag din depozite începând cu mijlocul secolului al XX-lea. În timp ce depozitele de petrol sunt puține ca număr în Canada, dezvoltarea tehnologică a permis ca în deceniile recente să se deschidă exploatări de petrol în Alberta, astfel că în prezent Canada are unele din cele mai mari rezerve de petrol din lume. Pe de altă parte, industria canadiană a exploatat timp îndelungat rezervele de cărbune și de gaze naturale.
Resursele minerale ale Canadei sunt diverse și bogate. De-a lungul Platoului Canadian și în nord se află depozite de fier, nichel, zinc, cupru, aur, plumb, molibden și uraniu. În zona Arctică au fost descoperite mari depozite de diamante, ceea ce face ca țara să devină unul din cei mai mari producători mondiali în domeniu. Multe orașe situate pe Platoul Canadian sunt orașe miniere. Cel mai mare și mai cunoscut este Sudbury, din Ontario. Totuși, Sudbury este o excepție de la procesul normal de formare a minereurilor în Platoul Canadian, întrucât dovezi importante arată că Bazinul Sudbury este un crater format de un meteorit. În apropiere, dar mai puțin cunoscută, se află Temagami Magnetic Anomaly, o structură geologică îngropată care prezintă anomalii magnetice. Platoul Canadian este acoperit de pădurea boreală ceea ce asigură dezvoltarea unei importante industrii forestiere.
Numeroasele râuri ale Canadei au permis construirea multor hidrocentrale. Barajele construite în Columbia Britanică, Ontario, Quebec și Labrador au asigurat o sursă de energie electrică nepoluantă și sigură.

## Riscuri naturale
Permafrostul din nord este un obstacol important îndreptat împotriva dezvoltării. Furtunile ciclonice formate la est de Munții Stâncoși, rezultatul unui amestec de mase de aer de deasupra Oceanului Arctic, Oceanului Pacific și de deasupra continentului, produc cea mai mare parte a precipitațiilor concretizate în ploi și ninsori.

## Probleme de mediu actuale
Poluarea aerului cu consecința producerii unor ploi acide au afectat sever lacuri și păduri. Topirea metalelor, arderea cărbunelui și emisiile poluante ale vehiculelor afectează agricultura și industria forestieră. Apele oceanelor au fost contaminate de activitățile desfășurate în agricultură, minerit, silvicultură și alte industrii.
Schimbările climatice la nivel global și încălzirea regiunii polare vor produce schimbări majore ale mediului înconjurător, inclusiv dispariția urșilor polari,
dar și explorarea, apoi extracția de noi resurse, precum și deschiderea unei noi rute de transport prin Pasajul de nord-vest.

## Extreme

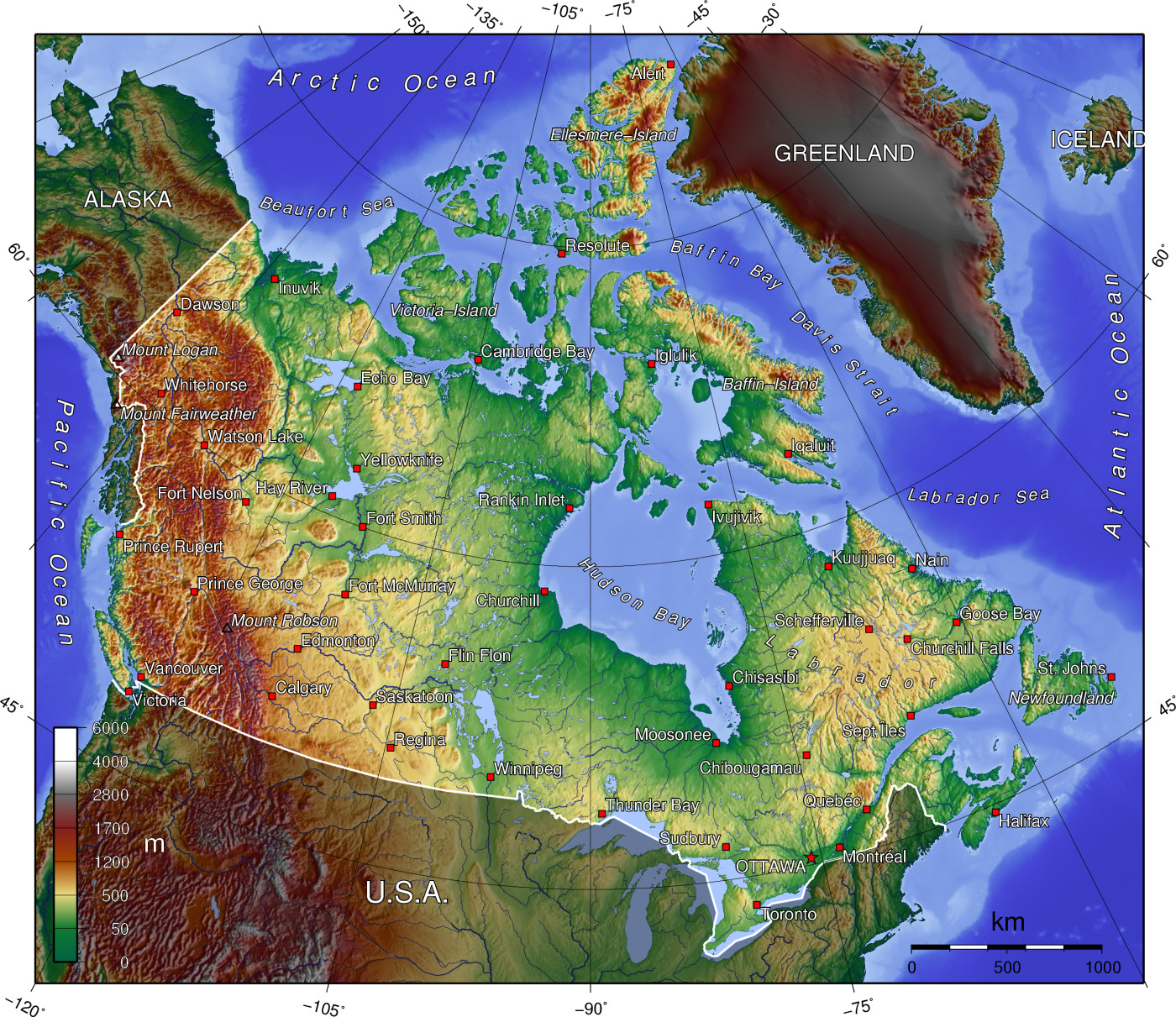
Harta topografică

Cel mai nordic punct aflat pe teritoriul Canadei este Capul Columbia, situat pe Insula Ellesmere, Nunavut, la 83°08’N, 74°13’W. Cel mai nordic punct continental este Promontoriul Murchison, situat pe Peninsula Boothia, Nunavut, la 71°58’N.
Cel mai sudic punct este Middle Island, în Lake Erie, Ontario, la 41°41’N, 82°40’W. Cel mai sudic punct pe apă se află la sud de insulă, la granița dintre Ontario și Ohio, 41°54’23”N.
Cel mai vestic punct este Boundary Peak 187, 141°00’7.128”W, la capătul sudic al graniței dintre Yukon și Alaska.
Cel mai estic punct este Capul Spear, Terranova (47°31′N, 52°37′W). Cel mai estic punct continental este Capul St. Charles, Labrador (52°13′N, 55°37′W).
Cea mai joasă altitudine este nivelul mării, iar cel mai înalt punct este Vârful Logan cu o înălțime de 5.959 m.
Polul nord inaccesibil este Jackfish River, Alberta (59°2′60N, 112°49′60W).